# 城关乡 (介休市)
城关乡，是中华人民共和国山西省晋中市介休市下辖的一个乡镇级行政单位。

## 行政区划
城关乡下辖以下地区：
顺城关村、西关村、南街村、石河村、下庄村、马女村、郭家村、梁吉村、闫冀堡村和罗王庄村。